# Taipei
Taipei (AFI: /taiˈpɛi/; cinese: 臺北巿T, Táiběi ShìP, T'ai peiW) è la capitale de facto di Taiwan, nonché la sua seconda maggiore città per popolazione (2 581 006 abitanti) dopo Nuova Taipei. 
Posta all'estremità settentrionale dell'isola, è una municipalità speciale amministrata direttamente dalla Repubblica di Cina (nota come Taiwan). È il centro del commercio, del governo e della cultura di Taiwan. Le principali attività economiche sono incentrate su industrie chimiche, farmaceutiche, metallurgiche, siderurgiche, meccaniche, chimiche, elettrotecniche, elettroniche, tessili, alimentari, editoriali, della carta e anche della costruzione di navi e motociclette.
Taipei è un misto di tradizione e di modernità e la sua architettura è il risultato di diverse influenze architettoniche: da quella coloniale a quella cinese, per passare a quella giapponese ed infine a quella contemporanea, come dimostrano i moderni grattacieli in stile postmoderno, come nel caso del Taipei 101, e neofuturista. La città vanta maestosi templi, come il Tempio di Lungshan, il più antico luogo di culto taoista della città, il Tempio di Kuantu e il tempio confuciano dove ogni 28 settembre si festeggia l'anniversario della nascita del grande filosofo. Il grattacielo Taipei 101 ha detenuto il primato di edificio più alto del mondo dal 2004 fino al 2009, quando è stato superato in altezza dal Burj Khalifa a Dubai, Emirati Arabi Uniti.

## Storia

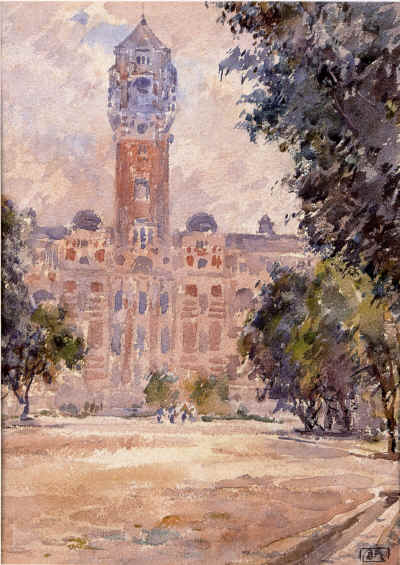
Quadro raffigurante il palazzo del governatore

La regione nota come il bacino di Taipei era un insediamento delle tribù Ketagalan anteriore al XVIII secolo. I cinesi Han cominciarono a stabilirsi nel bacino di Taipei attorno al 1709.
Nel tardo XIX secolo, l'area di Taipei, dove si trovavano i maggiori insediamenti Han nel nord dell'isola di Formosa ed il porto commerciale principale di Tamsui, guadagnarono importanza economica per l'impulso del commercio estero, specialmente l'esportazione del tè. Nel 1875, la parte nord dell'isola di Taiwan venne separata dalla prefettura di Taiwan (臺灣府) ed incorporata nella nuova prefettura di Taipei (臺北府). Dal momento che era stata creata unendo i fiorenti abitati di Bangkah e Toa-tiu-tiann, la nuova capitale della prefettura venne chiamata Chengnei (城內), "la città interna", e vi vennero eretti edifici governativi. Dal 1875 (durante la dinastia Qing) fino all'inizio del dominio giapponese nel 1895, Taipei era parte della contea di Danshui (淡水縣) della prefettura di Taipei, oltre ad essere la capitale della prefettura. Taipei rimase una capitale temporanea di provincia fino a diventare la capitale di Taiwan nel 1894.
Come compensazione per aver perso la prima guerra sino-giapponese, la Cina dovette cedere l'intera isola di Taiwan al Giappone nel 1895. Dopo essere stati invasi dai giapponesi, Taipei, nota come Taihoku in giapponese, emerse come il centro politico del Governo Coloniale Giapponese. Gran parte dell'architettura di Taipei data al periodo della dominazione Giapponese, includendo il Palazzo Presidenziale che era l'ufficio del Governatore-Generale di Taiwan (臺灣總督府). Vedi prefettura di Taipei (dominio giapponese).
Durante il dominio giapponese, Taihoku venne incorporata nel 1920 come parte della prefettura di Taihoku (臺北州). Che includeva Bangka, Dadaocheng, e Chengnei tra altri piccoli insediamenti. Il villaggio orientale Matsuyama (松山庄) venne annesso alla città di Taipei nel 1938. Fino alla sconfitta giapponese nella guerra del Pacifico e la sua conseguente resa nell'agosto 1945, la Repubblica di Cina era stata occupata da truppe cinesi. Di conseguenza, un ufficio temporaneo del governatore amministrativo provinciale di Taiwan (臺灣省行政長官公署) venne stabilito nella città di Taipei.

## Geografia

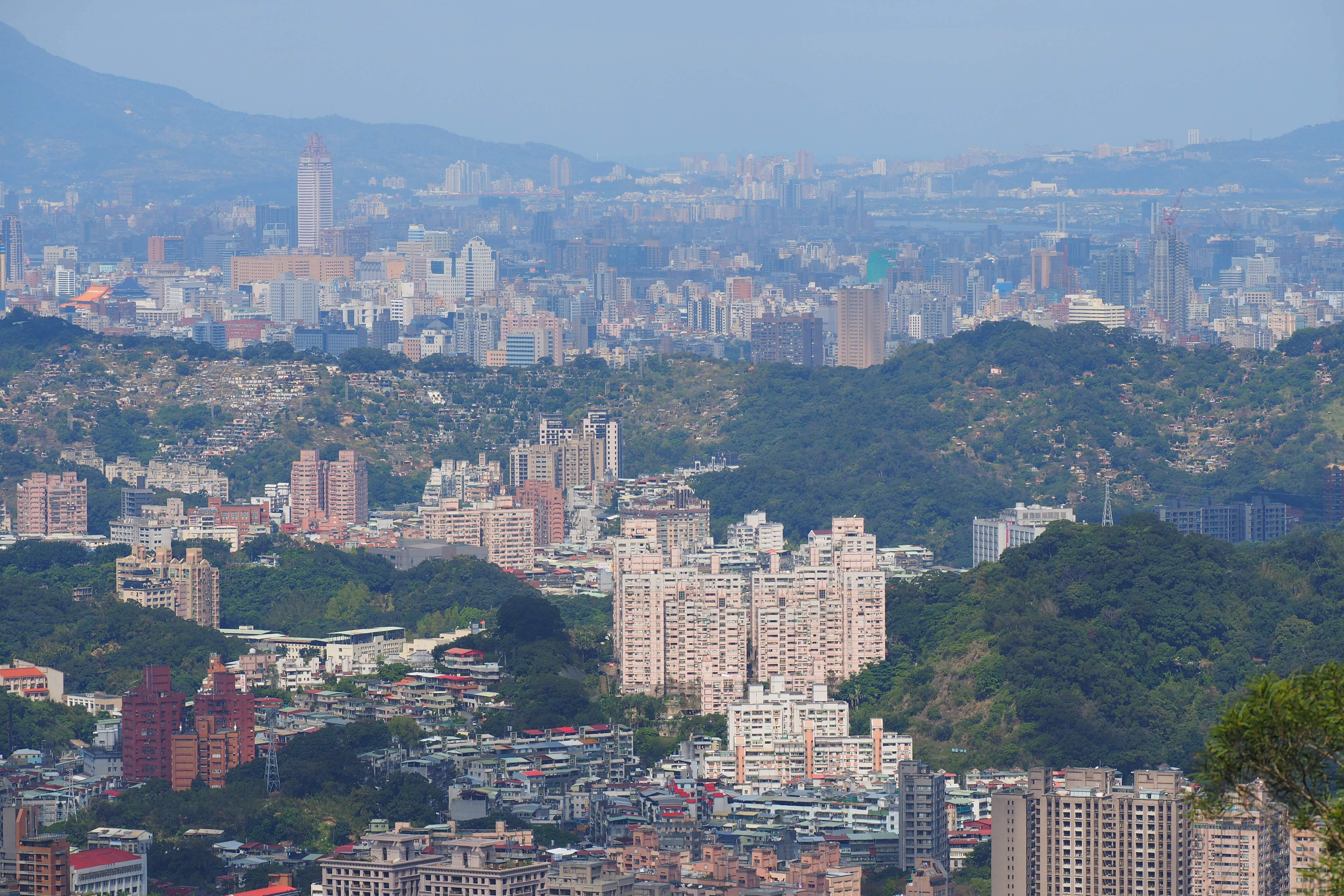
Taipei vista da Maokong

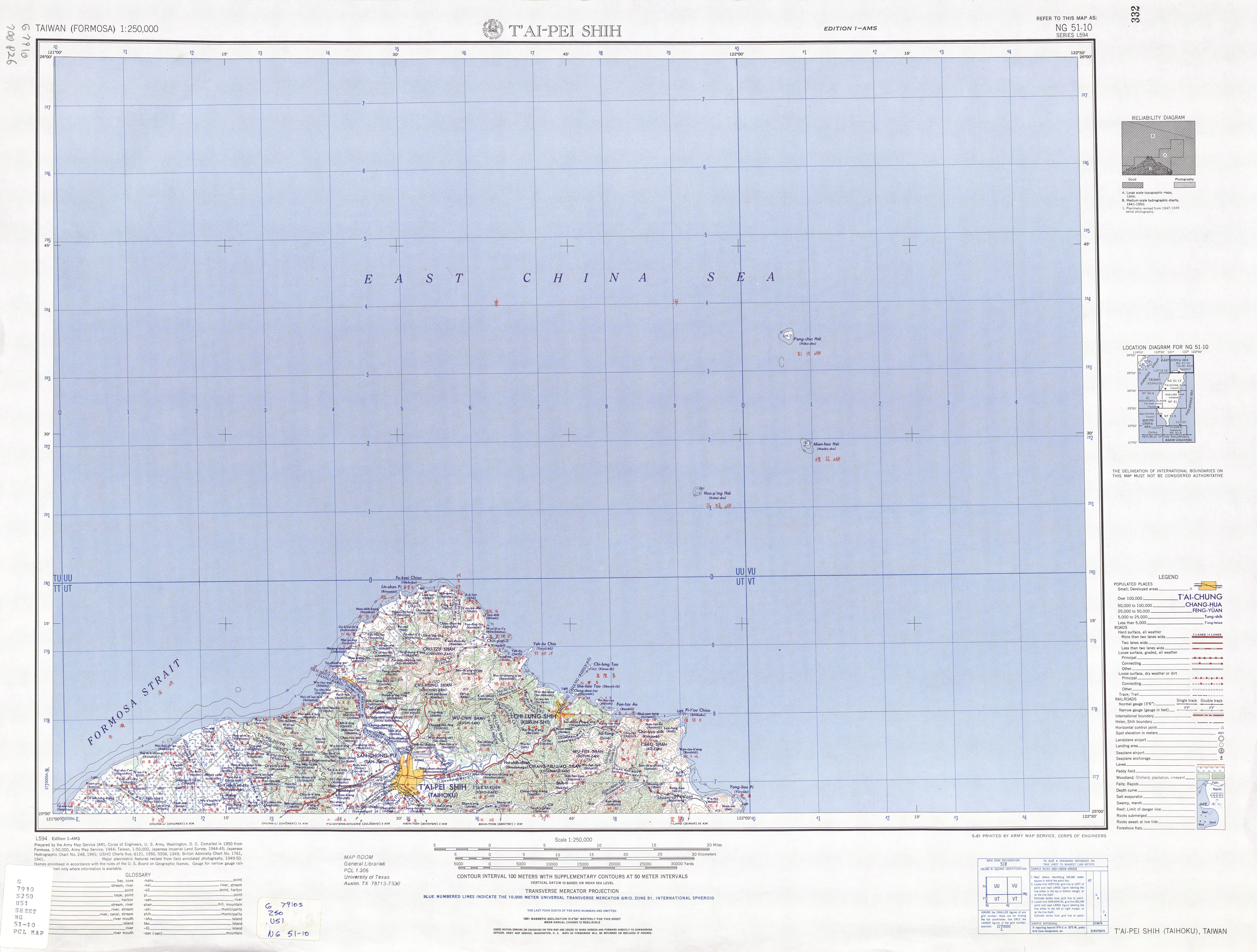
Mappa di Taipei (台北市), (1950)

La città di Taipei si trova nel bacino di Taipei, nel nord di Taiwan. Confina con i fiumi Xindio a sud ed il Tamsui ad ovest. Il territorio cittadino è generalmente pianeggiante e raggiunge i 1 120 metri (3 675 piedi) a Qixing, il più alto (e inattivo) vulcano di Taiwan nel Parco Nazionale di Yangmingshan.
I distretti settentrionali di Shilin e Beitou si estendono a nord del fiume Keelung e sono delimitati dal Parco Nazionale di Yangmingshan.

### Clima
| Taipei              | Mesi | Mesi | Mesi | Mesi | Mesi | Mesi | Mesi | Mesi | Mesi | Mesi | Mesi | Mesi | Stagioni | Stagioni | Stagioni | Stagioni | Anno  |
| Taipei              | Gen  | Feb  | Mar  | Apr  | Mag  | Giu  | Lug  | Ago  | Set  | Ott  | Nov  | Dic  | Inv      | Pri      | Est      | Aut      | Anno  |
| ------------------- | ---- | ---- | ---- | ---- | ---- | ---- | ---- | ---- | ---- | ---- | ---- | ---- | -------- | -------- | -------- | -------- | ----- |
| T. max. media (°C)  | 18   | 18   | 20,1 | 23,9 | 27,4 | 29,8 | 31,8 | 31,5 | 29,9 | 26,1 | 23,0 | 19,9 | 18,6     | 23,8     | 31,0     | 26,3     | 25,0  |
| T. min. media (°C)  | 12,5 | 12,6 | 14,4 | 17,7 | 21,2 | 23,6 | 25,0 | 24,8 | 23,5 | 20,5 | 17,7 | 14,4 | 13,2     | 17,8     | 24,5     | 20,6     | 19,0  |
| Precipitazioni (mm) | 20   | 30   | 212  | 184  | 242  | 278  | 235  | 273  | 319  | 80   | 50   | 19   | 69       | 638      | 786      | 449      | 1 942 |

## Amministrazione
I 12 distretti amministrativi di Taipei (區):
| Hanyu Pinyin | Hanzi  | Wade-Giles  | Tongyong Pinyin |
| ------------ | ------ | ----------- | --------------- |
| Sōngshān     | 松山區 | Sung-shan   | Songshan        |
| Xìnyì        | 信義區 | Hsin-yi     | Sinyi           |
| Dà'ān        | 大安區 | Ta-an       | Da-an           |
| Zhōngshān    | 中山區 | Chung-shan  | Jhongshan       |
| Zhōngzhèng   | 中正區 | Chung-cheng | Jhongjheng      |
| Dàtóng       | 大同區 | Ta-t'ung    | Datong          |
| Wànhuá       | 萬華區 | Wan-hua     | Wanhua          |
| Wénshān      | 文山區 | Wen-shan    | Wunshan         |
| Nángǎng      | 南港區 | Nan-kang    | Nangang         |
| Nèihú        | 內湖區 | Nei-hu      | Neihu           |
| Shìlín       | 士林區 | Shih-lin    | Shihlin         |
| Běitóu       | 北投區 | Pei-t'ou    | Beitou          |

### Gemellaggi
Taipei è gemellata con:
| - Houston, dal 1961 - Lomé, dal 1966 - Manila, dal 1966 - Cotonou, dal 1967 - Seul, dal 1968 - Quezon, dal 1968 - Ho Chi Minh, dal 1968 - San Francisco, dal 1970 - Santo Domingo, dal 1970 - Guam, dal 1973 - Tegucigalpa, dal 1975 - Cleveland, dal 1970 - Gedda, dal 1978 - Indianapolis, dal 1978 - Marshall, dal 1978 - Phoenix, dal 1979 - Los Angeles, dal 1979 - Atlanta, dal 1979 - Oklahoma City, dal 1981 - Johannesburg, dal 1982 - Gold Coast, dal 1982 - Pretoria, dal 1983 - San José, dal 1984 - Lilongwe, dal 1984 | - Versailles, dal 1986 - Asunción, dal 1987 - Panama, dal 1989 - Managua, dal 1992 - San Salvador, dal 1993 - Varsavia, dal 1995 - Ulan-Udė, dal 1996 - Boston, dal 1997 - Dallas, dal 1997 - Dakar, dal 1997 - Banjul, dal 1997 - Bissau, dal 1997 - Mbabane, dal 1997 - Ulan Bator, dal 1997 - San Nicolás de los Garza, dal 1997 - La Paz, dal 1997 - Città del Guatemala, dal 1998 - Monrovia, dal 1998 - Vilnius, dal 1998 - Majuro, dal 1998 - Riga, dal 2001 - Ouagadougou, dal 2008 - Taegu, dal 2010 - Lagos |

## Cultura

### Architettura

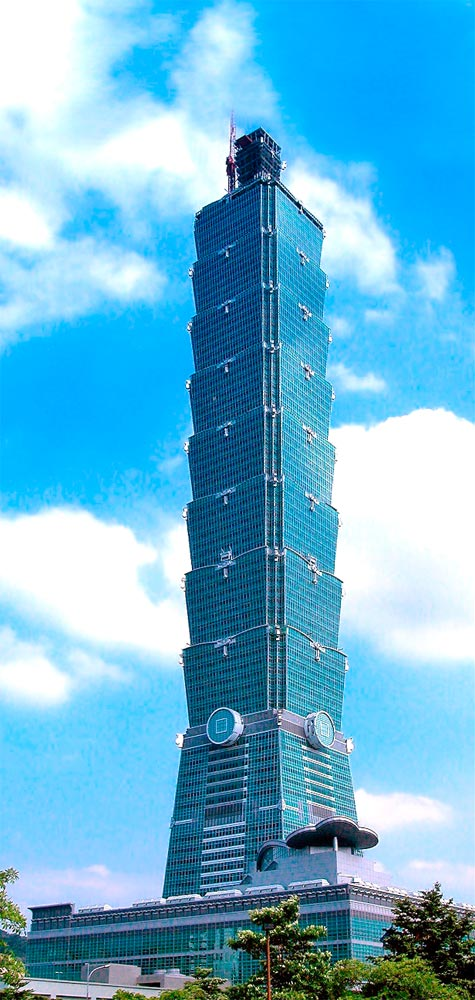
Il Taipei 101, fino al 2007 il più alto edificio del mondo
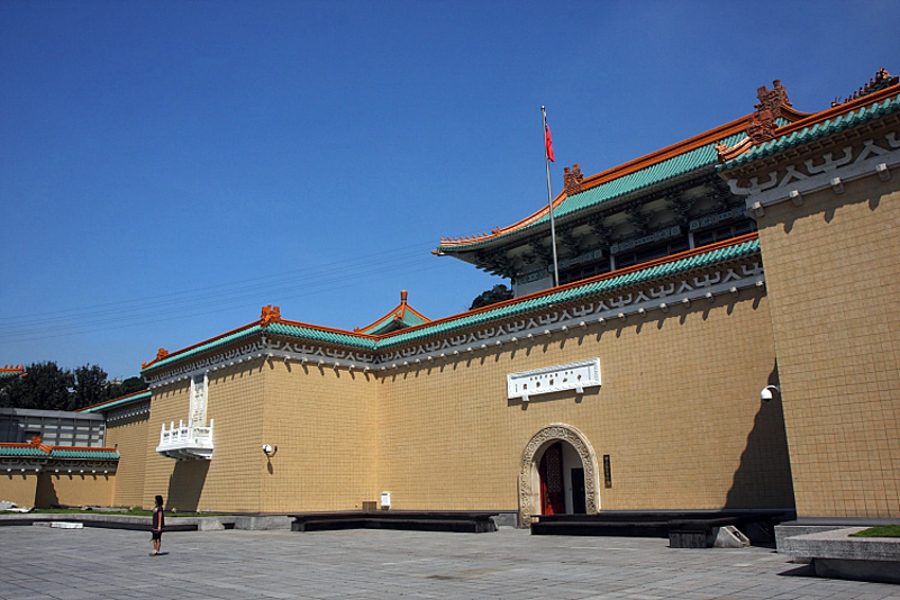
National Palace Museum
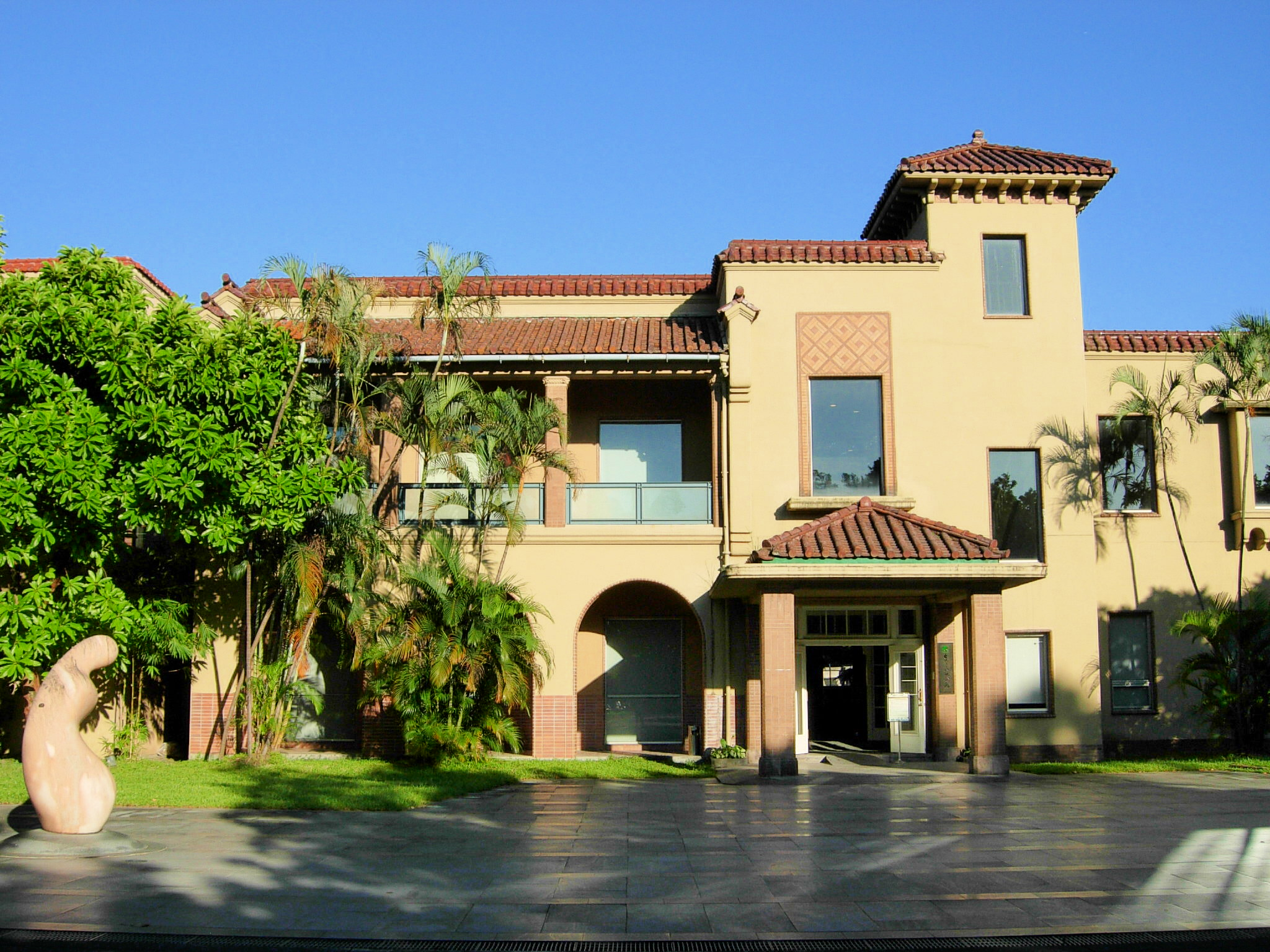
228 Memorial Museum
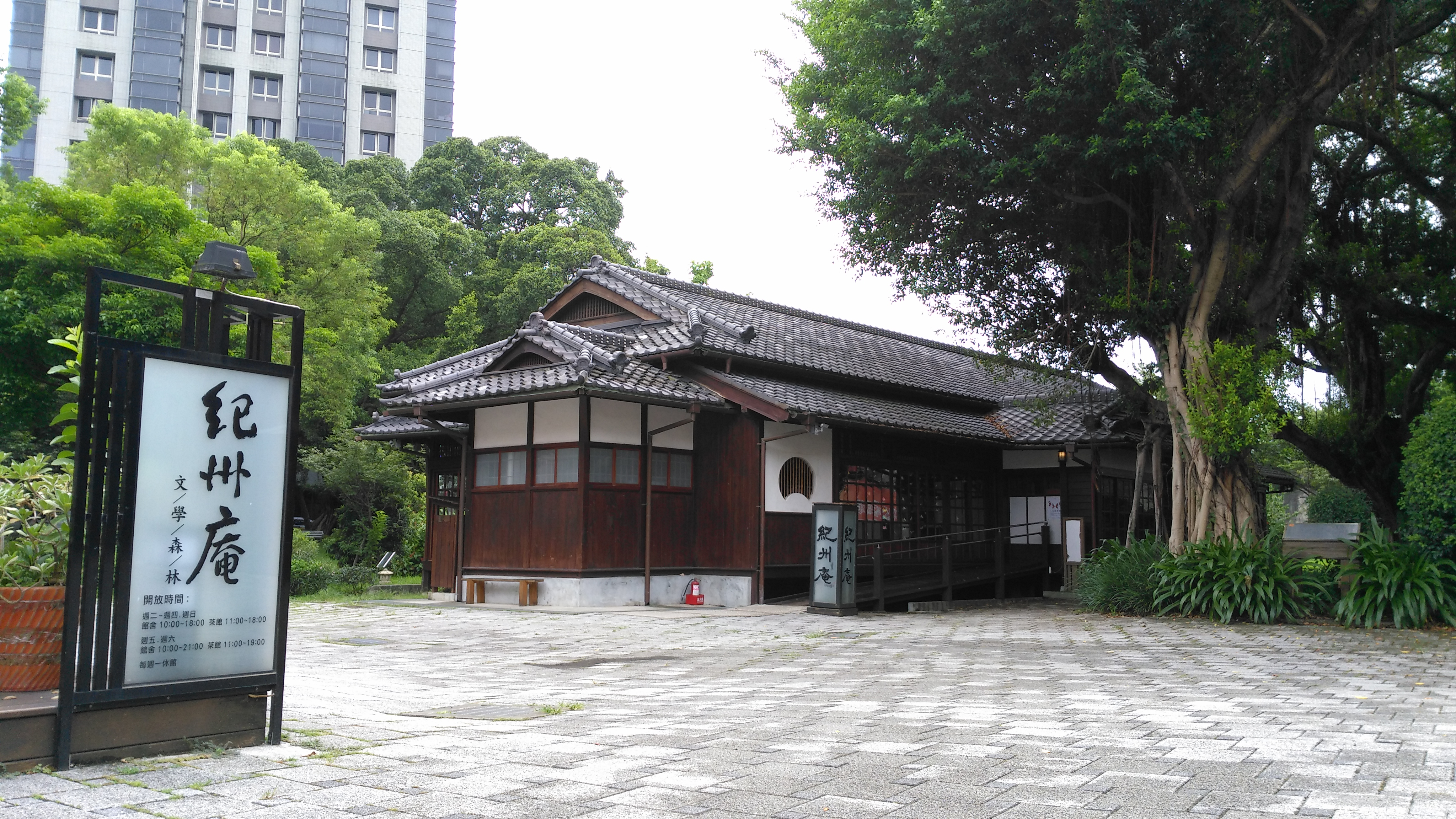
Kishu An Forest Literature
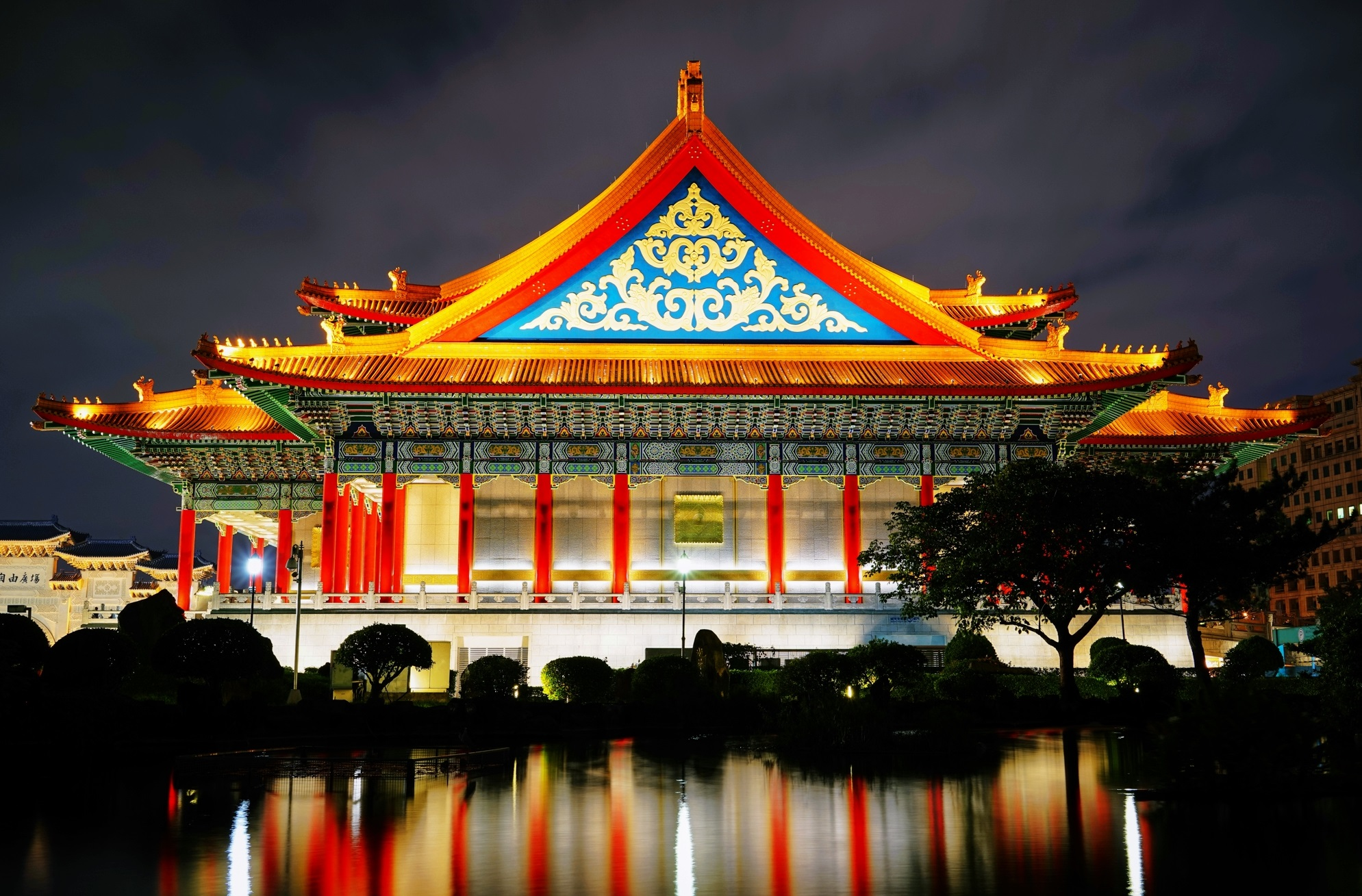
National Concert Hall

## Infrastrutture e trasporti

Tappe della costruzione della metropolitana di Taipei dal 1987 a oggi

La città è servita dagli aeroporti di Taipei-Taoyuan e Songshan, dalla Metropolitana di Taipei e dalla cabinovia Maokong Gondola.